# Boudogochtch
Boudogochtch (en russe : Бу́догощь) est une commune urbaine du raïon de Kirichi de l'oblast de Léningrad, en Russie. Il est le centre administratif de l'établissement urbain de Boudogochtch. Sa population s'élevait à 2 476 habitants en 2024. 

## Géographie
Boudogochtch est située dans l'oblast de Léningrad, un sujet de Russie européenne qui fait partie du district fédéral du Nord-Ouest. La localité se trouve dans le raïon de Kirichi, une des raïons de l'oblast, et fait partie de l'établissement urbain de Boudogochtch, une municipalité du raïon, dont il est le chef-lieu,,.
Boudogochtch, comme tout l'oblast de Léningrad, est située dans le fuseau horaire MSK (heure de Moscou). Le décalage horaire appliqué par rapport au temps universel coordonné est +03:00.

## Démographie
Recensements (*) et estimations de la population,:
| 2002* | 2010* | 2021* | 2024  |
| ----- | ----- | ----- | ----- |
| 3 885 | 3 871 | 2 656 | 2 476 |